# داگلاس ایکس‌پی۳دی
داگلاس ایکس‌پی۳دی (به انگلیسی: Douglas XP3D) یک هواپیمای ساختِ کارخانهٔ شرکت هواپیماسازی داگلاس در کشور ایالات متحده آمریکا است. نخستین استفاده‌کنندهٔ این هواپیما نیروی دریایی ایالات متحده آمریکا بوده‌است. این هواپیما برای نخستین بار در ۶ فوریه ۱۹۳۵ میلادی مورد استفاده قرار گرفت.